# Saint-Étienne-les-Orgues
Saint-Étienne-les-Orgues – miejscowość i gmina we Francji, w regionie Prowansja-Alpy-Lazurowe Wybrzeże, w departamencie Alpy Górnej Prowansji.

## Demografia
Według danych na rok 1990 gminę zamieszkiwało 1091 osób, a gęstość zaludnienia wynosiła 23 osoby/km². W styczniu 2015 r. Saint-Étienne-les-Orgues zamieszkiwało 1265 osób, przy gęstości zaludnienia wynoszącej 26,7 osób/km².